# راتلند
روتلند (به انگلیسی: Rutland) یکی از شهرستان کشور انگلستان است که در ناحیه میدلند شرقی قرار دارد.
این شهرستان در سال ۲۰۱۱ میلادی ۳۷٬۶۰۰ نفر جمعیت داشته و مرکز آن شهر اوکهام است.

## جمعیت

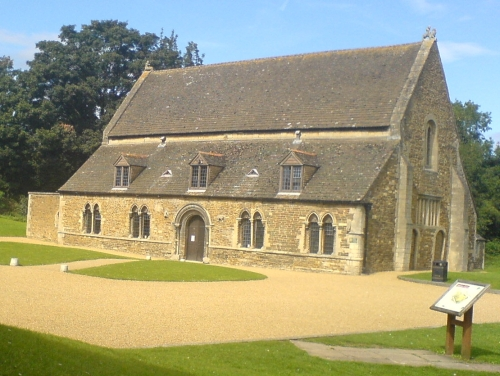

| سال  | جمعیت  |
| ---- | ------ |
| ۱۸۳۱ | ۱۹٬۳۸۰ |
| ۱۸۶۱ | ۲۱٬۸۶۱ |
| ۱۸۷۱ | ۲۲٬۰۷۳ |
| ۱۸۸۱ | ۲۱٬۴۳۴ |
| ۱۸۹۱ | ۲۰٬۶۵۹ |
| ۱۹۰۱ | ۱۹٬۷۰۹ |
| ۱۹۹۱ | ۳۳٬۲۲۸ |
| ۲۰۰۱ | ۳۴٬۵۶۰ |
| ۲۰۱۱ | ۳۷٬۴۰۰ |